# Chen Li-chin
Chen Li-chin (chinesisch 陳儷今; * 8. August 1976) ist eine taiwanische Badmintonspielerin.

## Karriere
Chen Li-chin nahm 1996 und 2000 im Damendoppel an Olympia teil. Sie verlor dabei bei beiden Teilnahmen mit Tsai Hui-min in der ersten Runde und wurde somit jeweils 17. in der Endabrechnung. Bereits 1995 hatten beide die Austrian International gewonnen. 1998 siegten sie bei den French Open und wurden Studentenweltmeister.

## Sportliche Erfolge
| Saison | Veranstaltung                     | Disziplin   | Platz | Name                        |
| ------ | --------------------------------- | ----------- | ----- | --------------------------- |
| 1995   | Austrian International            | Damendoppel | 1     | Chen Li-chin / Tsai Hui-min |
| 1996   | Weltmeisterschaften der Studenten | Damendoppel | 1     | Chen Li-chin / Tsai Hui-min |
| 1997   | Polish Open                       | Damendoppel | 2     | Chen Li-chin / Tsai Hui-min |
| 1997   | Chinese Taipei Open               | Damendoppel | 5     | Chen Li-chin / Tsai Hui-min |
| 1998   | French Open                       | Damendoppel | 1     | Chen Li-chin / Tsai Hui-min |
| 1998   | Weltmeisterschaften der Studenten | Damendoppel | 1     | Chen Li-chin / Tsai Hui-min |
| 1999   | Thailand Open                     | Damendoppel | 5     | Chen Li-chin / Tsai Hui-min |
| 1999   | Hong Kong Open                    | Damendoppel | 5     | Chen Li-chin / Tsai Hui-min |
| 2000   | Chinese Taipei Open               | Damendoppel | 3     | Chen Li-chin / Tsai Hui-min |